# ジャック＝アラン・ミレール

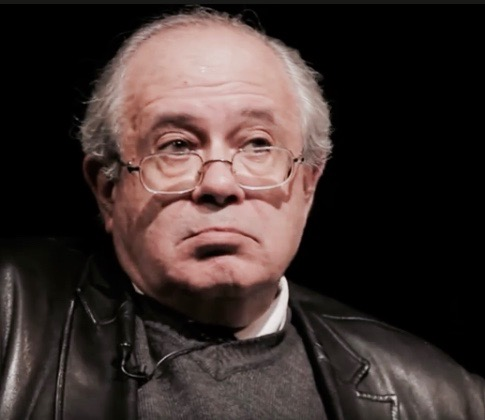
ジャック＝アラン・ミレール

ジャック＝アラン・ミレール（Jacques-Alain Miller、1944年2月14日　- ）は、アンドル県シャトールー生まれのフランスの精神分析家。
ジャック・ラカンの娘婿にして、スラヴォイ・ジジェクの師匠。フロイトの大義派（仏 École de la cause freudienne）設立に貢献し、『セミネール』の編者でもある。ラカンをして「唯一私のテクストの読み方を知っている人物」と言わしめた人物。
| スタブアイコン | サブスタブ | この項目は、まだ閲覧者の調べものの参照としては役立たない、人物に関連した書きかけの項目です。この項目を加筆・訂正などしてくださる協力者を求めています（P:人物伝/PJ:人物伝）。 |